# Avvocati (miniserie televisiva)
Avvocati è una serie televisiva italiana trasmessa da Rai 2 nel 1998. È diretta da Giorgio Ferrara e le musiche sono di Pino Donaggio.

## Trama
Massimo Ripanti è un avvocato squattrinato, vedovo e con un figlio tossicodipendente.

## Puntate
- 1. Un amore in rete, 21 maggio 1998
- 2. L'ombra del passato, 26 maggio 1998
- 3. Prova d'appello, 4 giugno 1998
- 4. Incastro, 16 luglio 1998
- 5. Ritorno di fiamma, 23 luglio 1998
- 6. Colpevole, 30 luglio 1998